# 戸倉書院
戸倉書院（とくらしょいん）は、東京都国分寺市の小さな自費出版・編集工房。戸倉書院が編集を担当し、かもがわ出版が刊行することもある。

## 刊行物
一般書のジャンルは戦争、政治問題、共産党、人権、LGBT、宗教、憲法。

### 一覧
- 尾崎俊二著『歴史を歩くワルシャワ−−国王選挙の始まりから1944年8月蜂起まで』（戸倉書院編集、本の泉社刊）
- 矢部武著『アメリカ白人が少数派になる日』（戸倉書院編集、かもがわ出版刊）
- 『日本と世界のLGBT の現状と課題――SOGI と人権を考える』（LGBT法連合会編、戸倉書院編集、かもがわ出版刊）
- 『核兵器禁止条約を使いこなす』（安斎育郎・林田光弘・木村朗著、戸倉書院編集、かもがわ出版刊）
- 『イスラームってなに？』第4巻「イスラームのいま」（平井文子著、長沢栄治監修、イラスト：七園菜生　戸倉書院編集、かもがわ出版刊）
- 『イスラームってなに？』シリーズ3「イスラームとせかい」（監修：長沢栄治、著者：勝沼聡、イラスト：おちあいけいこ、戸倉書院編集、かもがわ出版刊）
- 『イスラームってなに？』シリーズ2「イスラームのくらし」（監修：長沢栄治、著者：鳥山純子、イラスト：ホンマヨウヘイ、戸倉書院編集、かもがわ出版刊）
- 『イスラームってなに？』「イスラームのおしえ」（後藤絵美著、イラスト岡部哲郎、戸倉書院編集、かもがわ出版刊）
- 沖縄謀叛（戸倉書院(企画編集取材)、かもがわ出版刊）
- 『arome〈香り〉－プロヴァンス・ラベンダーの里をたずねて』（興津秀憲著、戸倉書院編集、発売元：本の泉社）
- 尾崎俊二著『ワルシャワから―― 記憶の案内書：トレブリンカ、ティコチン、パルミルィ、プルシュクフへ』（戸倉書院編集、御茶の水書房）
- 尾崎俊二著『ワルシャワ蜂起』 - 東洋書店から2011年に発売されていたが2015年夏に東洋書店が廃業、在庫処分により絶版した為再販。
- 『「LGBT」差別禁止の法制度って何だろう？――地方自治体から始まる先進的取り組み』（LGBT法連合会編、戸倉書院編集、かもがわ出版刊）
- 『世界の人びとに聞いた100通りの平和』第4巻ヨーロッパ編（伊勢崎賢治監修、、戸倉書院編集、かもがわ出版）
- 『世界の人びとに聞いた100通りの平和』第3巻「アジア編」（伊勢崎賢治編、戸倉書院編集、かもがわ出版刊）
- 『世界の人びとに聞いた　100通りの平和』②「アメリカ・アフリカ編」（伊勢崎賢治監修、戸倉書院編集、かもがわ出版刊）
- 『世界の人々に聞いた　100通りの平和』① 中東編（かもがわ出版、戸倉書院編集、伊勢崎賢治監修）
- 『自衛官が共産党市議になった――憲法9条が結んだ縁』（井上圭一、戸倉書院編集、かもがわ出版刊）
- 『ふたつの憲法を生きる――教育学者が次世代と語る戦後』（牧柾名著、戸倉書院編集、花伝社）
- 『人はともだち、音もともだち――池辺晋一郎対談×エッセイ』（戸倉書院編集、かもがわ出版刊）
- 『Fragments　魂のかけら――東日本大震災の記憶』（佐藤慧著　戸倉書院編集、かもがわ出版刊）
- 『先生、殴らないで！――学校・スポーツの体罰・暴力を考える』（三輪定宣、川口智久編著、戸倉書院編集、かもがわ出版刊）
- 三輪定宣著『教育の明日を拓く――いじめ克服、少人数学級、教育無償化、反動教育阻止のために――』（戸倉書院編集、かもがわ出版刊）

## 定期刊行物
- 唯物論（東京唯物論研究会）